# 小行星2467
小行星2467（2467 Kollontai）是一颗围绕太阳公转的小行星。1966年8月14日，柳德米拉·切爾尼赫在克里米亚发现了此天体。
該小行星以蘇聯外交官亞歷山德拉·柯倫泰命名。
这颗小行星的绝对星等为17.92394等。